# Доњи Врановци
Доњи Врановци (мкд. Долно Врановци) су насеље у Северној Македонији, у средишњем државе. Доњи Врановци припадају општини Чашка.

## Географија
Доњи Врановци су смештени у средишњем делу Северне Македоније. Од најближег већег града, Велеса, насеље је удаљено 22 km јужно.
Насеље Доњи Врановци се налази у историјској области Клепа. Насеље је смештено у долини реке Бабуне. Источно од насеља издиже се планина Клепа. Надморска висина насеља је приближно 360 метара.
Месна клима је континентална.

## Становништво
Доњи Врановци су према последњем попису из 2002. године имали 51 становника.
Према истом попису претежно становништво у насељу су етнички Македонци (100%).
Већинска вероисповест је православље.